# Wikango
Wikango est un outil d'aide à la conduite français ou un avertisseur de radars (selon les versions et/ou les pays). Il avertit de la localisation de zones dangereuses ou des radars par échange d'informations entre les utilisateurs, au travers du réseau GSM.
Le système est basé sur un procédé de mise en commun d'informations par les adhérents dans le but de se prévenir mutuellement de la présence d'un radar, d'une perturbation ou d'un accident, sur le trajet, dès qu'il est « repéré » sur la route. Pour avertir la communauté d'un danger, il suffit d'appuyer sur une des touches du boîtier pour que la position, détectée par GPS du Wikango de l'utilisateur, soit transmise via le réseau GSM pour mise à jour d'une base de données commune. La qualité des informations est donc liée, essentiellement, à la fraîcheur de l'information, et donc dépendante du sérieux et du nombre d'utilisateurs du service.
Wikango est ouvert côté Europe: France, Belgique, Angleterre, Allemagne, Espagne, Pays-Bas, Italie…

## Historique
Le système est géré par la société éponyme, fondée en 2004.
L'entreprise a été placée en liquidation amiable le 01 juillet 2016.
L'entreprise a été revendue à la société de distribution espagnole KPsport en 2016/2017.
Wikango a cessé ses activités et le support de ses produits en mai 2021

## Utilisateurs
Les utilisateurs des produits communicants sont nommés "Smart drivers" ou "SD" ("Conducteurs futés").
En date du 4 avril 2013, la communauté Wikango serait de 3 140 704 utilisateurs.

## Utilisation légale
L'utilisation d'un outil d'aide à la conduite est illégale en Suisse, en Allemagne et en Autriche.
Il est toléré (sous conditions) en France.
L'utilisation d'un avertisseur de radars est illégale dans de nombreux pays (y compris en France).

## Coût d'utilisation
Wikango a un prix d'abonnement mensuel de 6 € par mois et propose  un abonnement à vie (le "Millénium") pour 200 €.

## Application mobile
Wikango est accessible depuis les smartphones de type Windows Phone iPhone et Android et sur de nombreux terminaux mobiles. L'application est payante sauf l'ancienne version "Wikango Free" qui incluait de la publicité.
L'application possède une cartographie embarquée identique à celle du Max.

## Concurrence
Les principaux concurrents de Wikango sont Inforad et Coyote. En effet, ce sont les seules marques avec Avertinoo qui proposent des boitiers communicants.
Il existe des applications concurrentes gratuites pour smartphone comme Eklaireur ou ABE mais certaines d'entre elles ne sont pas légales en France comme Waze, Trapster ou Glob du fait du non-respect de la loi 2011. Les utilisateurs d'une application illégale comme ces dernières s'exposent à 1 500 € d'amende et à un retrait de 6 points sur le permis de conduire et des payantes comme "ICoyote" de Coyote

## Conformité française

### Projet de loi 2011
Un projet de loi de mai 2011 visant à supprimer les avertisseurs de radar a obligé la société Wikango à ne plus signaler la position précise des radars (fixes et mobiles), mais de signaler les "zones dangereuses", équipées ou non, de radars (fixes ou mobiles).

### Conformité janvier 2012
Le 7 janvier 2012 une nouvelle mise à jour, permet d'obtenir un certificat, garantissant que le système "Wikango" n'est pas un avertisseur de radar, mais un outil d'aide à la conduite, dès que la nouvelle mise à jour a été effectuée.